# Saint-Hilaire-de-la-Côte
Saint-Hilaire-de-la-Côte là một xã của tỉnh Isère, thuộc vùng Rhône-Alpes, đông nam nước Pháp.